# 珠海有轨电车
珠海有轨电车是位于广东省珠海市的有轨电车公共交通系統。2013年9月动工建设，2017年6月13日，首条线路1号线开通试运营，2021年1月22日停运，2024年5月宣告拆除。珠海有轨电车1号线的停止運營與拆除，是中華人民共和國自2010年後發展現代有軌電車以來，首次拆除新建有軌電車項目。

## 歷史

### 规划建设
2011年7月15日，珠海市政府与中国北车集团签订《战略合作框架协议》，中国北车集团将在珠海分期滚动投资150亿元，以中国北车大连机车有限公司的“100%低地板有轨电动车”作为首个启动项目，并将建设国内首个现代有轨电车及地面供电系统生产基地。
2012年7月1日，珠海公交现代电车有限公司成立。2013年9月8日，珠海现代有轨电车1号线首期工程建设正式开工。有轨电车建设需占用原有市政道路8米路幅宽度，需要同步改造沿线道路。
按照计划，1号线首期工程將在2014年年底完工，二期工程隨即动工，2、3号线则计划在2015年动工，2016年建成通车。但因选择的第三轨地面供电技术不成熟、不稳定，造成建设、调试时间长，1号线首期通车日期由原定于2014年11月推迟到2015年10月，后来又因供电技术未能攻关再次推遲，其他线路則被搁置。

### 运营

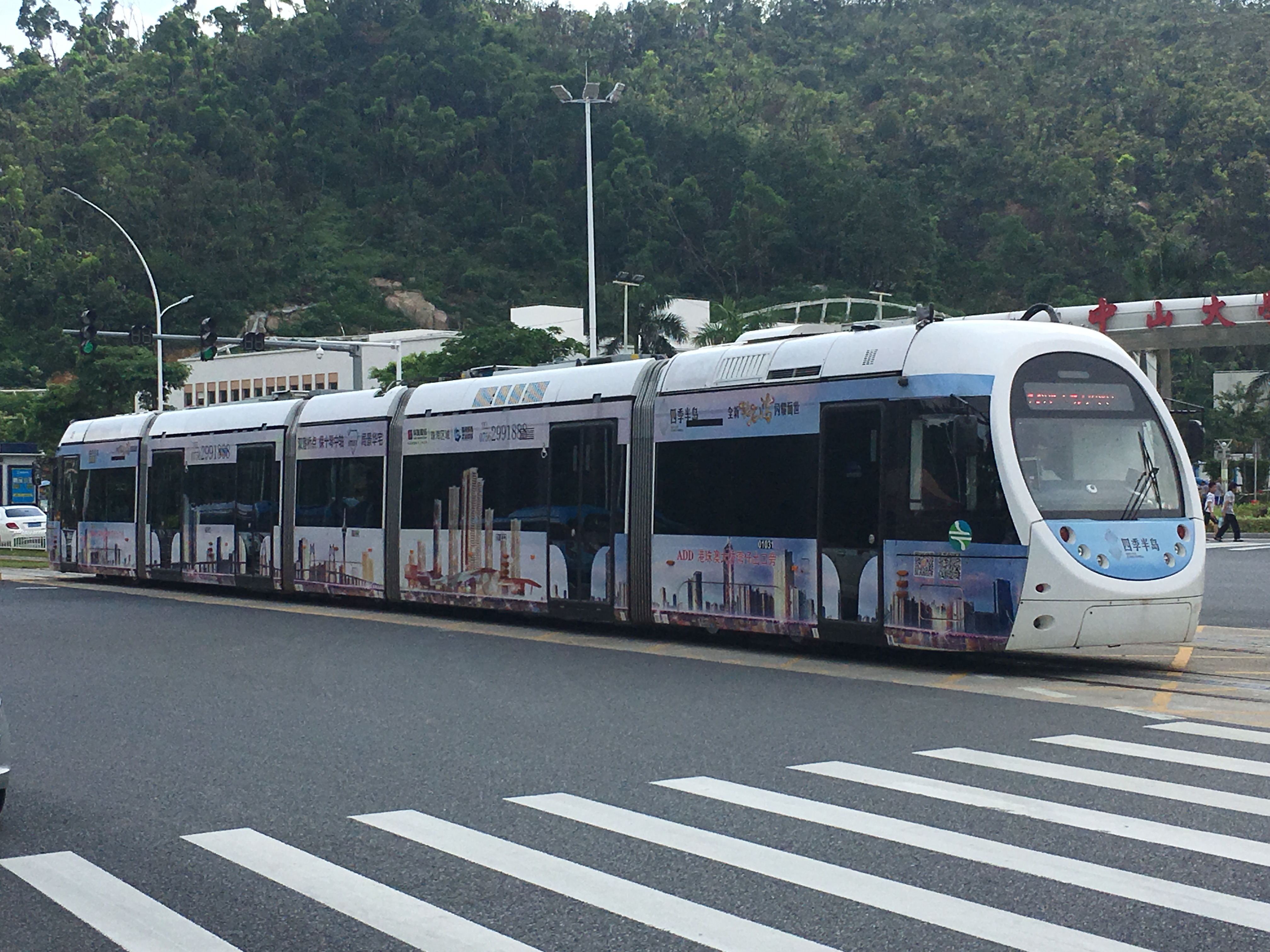
一辆營運中的有轨电车

2016年1月，珠海市八届人大六次会议上的《政府工作报告》中提及到“梅华路有轨电车1号线没有按预定的时间投入运营，主要是对项目技术的成熟度论证不充分。对此，市政府承担主要责任，逐步提高重大公共决策的民主化和科学化水平”，並承諾2016年3月初对公众开放试乘，但最終落空，至2017年6月方开通试运营。
2017年10月13日，在延遲近三年后，珠海现代有轨电车1号线正式對外运营。
2020年4月，珠海有轨电车1号线由珠海城建现代交通有限公司划转为珠海公交集團旗下的珠海公交轨道交通有限公司运营。

### 停运拆除
2021年1月22日起，珠海有轨电车1号线宣告暂停运行。
2021年2月，珠海市“两会”期间，多位珠海市政协委员、人大代表建议早日拆除珠海有轨电车1号线。2021年4月29日，珠海市交通運輸局發佈《珠海市現代有軌電車1號線首期項目處置重大行政決策（草案徵求意見稿）》，就拆除珠海有轨电车与否向社会征求意见，在2021年4月29日至5月30日期间，共收到149条有效建议，其中支持拆除的有102条，占比68.5%。2021年5月31日，珠海市现代有轨电车1号线首期项目处置重大行政决策听证会在北京师范大学珠海分校举行，绝大部分听证参加人支持拆除有轨电车1号线。
2023年2月2日，在回答珠海有轨电车的拆留问题时，中车大连机车车辆有限公司副总经理兼珠海市人大代表高中德提出将珠海有轨电车1号线与广州地铁18号线和珠三角城际衔接，共同形成互补与多层次轨道交通网络的建议，并强调珠海有轨电车1号线在珠海市近远期的轨道交通规划中的重要性地位。但在珠海市自然资源局于2023年8月16日发布的《珠海市城市轨道交通线网规划（2021-2035）》草案当中，未有提及涉及珠海有轨电车的规划。
截至2024年1月，珠海有轨电车已经停运三周年，中国经营报记者实地探访后发现原本应该在2021年依《珠海市人民政府2021年度重大行政决策事项目录》进行拆除处置的珠海有轨电车在2023年年底仍然全线处于完整状态，无论是信号灯、行车轨道、线路标示以及车站等建筑设施均未拆除，但行车铁轨已经出现锈蚀。而曾经用于运行的有轨电车保存状况也尚属良好，并有零散工人进行段内工作。据中国经营报的报道，珠海有轨电车之所以自2021年决定拆除甚至于2022年珠海市政府发布拆除公告以来仍然未有拆除迹象，是因为中车大连对拆除行为持坚决反对态度所致。中车大连声称“如果拆除珠海有轨电车，必将会对珠海的绿色轨道交通发展产生不利影响，同时也显现珠海投资的失败。”同时，中车大连为说服珠海市政府保留有轨电车路线，不惜动用一切论证角度说明保留有轨电车路线的价值，并提供承诺与开出方案。然而珠海市政府对中车大连的解决方案持“不感兴趣”态度。也有其他持保留路线的声音说，有轨电车的技术可以迭代更新，并且珠海有轨电车现阶段只有一号线一条线，难以瞧见珠海轨道交通的全貌，待珠海轨道交通发展成熟，有轨电车对应的客流亦会得到提升。
2024年5月7日，珠海市政府发布《关于有轨电车1号线终止运营及开展梅华路路面修复工程事项的通告》，正式决定拆除珠海有轨电车1号线相关设备。有关部门介绍，1号线因常规客流量不足导致运营成本较高，且受制于道路资源有限，后续无法新建线路，难以实现有轨电车成网建设运营，故决定终止运营有轨电车项目。5月10日，拆除工作正式启动，预期1个月内拆除完成，恢复梅华路路面，并将车辆段改造成公交枢纽。线路拆除后，12列二手有轨电车于2025年7月转售给天水有轨电车。

## 线路
| 綫路          | 狀態   | 起點站               | 終點站               | 長度     | 车站数目 |
| ------------- | ------ | -------------------- | -------------------- | -------- | -------- |
| 1号线         | 已停運 | 上冲小镇站           | 水拥坑（海天公园）站 | 8.9公里  | 14       |
| 1号线（二期） | 未動工 | 凤凰山公园站         | 珠海站               | 10.2公里 | 13       |
| 2号线         | 未動工 | 圆明新园站           | 九洲港站             | 6公里    |          |
| 3号线         | 未動工 | 凤凰北路站           | 九洲大道站           | 4.8公里  |          |
| 4号线         | 曾規劃 | 普陀寺环线           | 普陀寺环线           |          |          |
| 5号线         | 曾規劃 | 水拥坑（海天公园）站 | 珠海北站             |          |          |
| 6号线         | 曾規劃 | 横琴环线             | 横琴环线             |          |          |
| 7号线         | 曾規劃 | 前山站               | 珠海长隆站           |          |          |
| 8号线         | 曾規劃 | 南屏科技园站         | 三灶站               |          |          |
| 9号线         | 曾規劃 | 三灶环线             | 三灶环线             |          |          |

## 收費

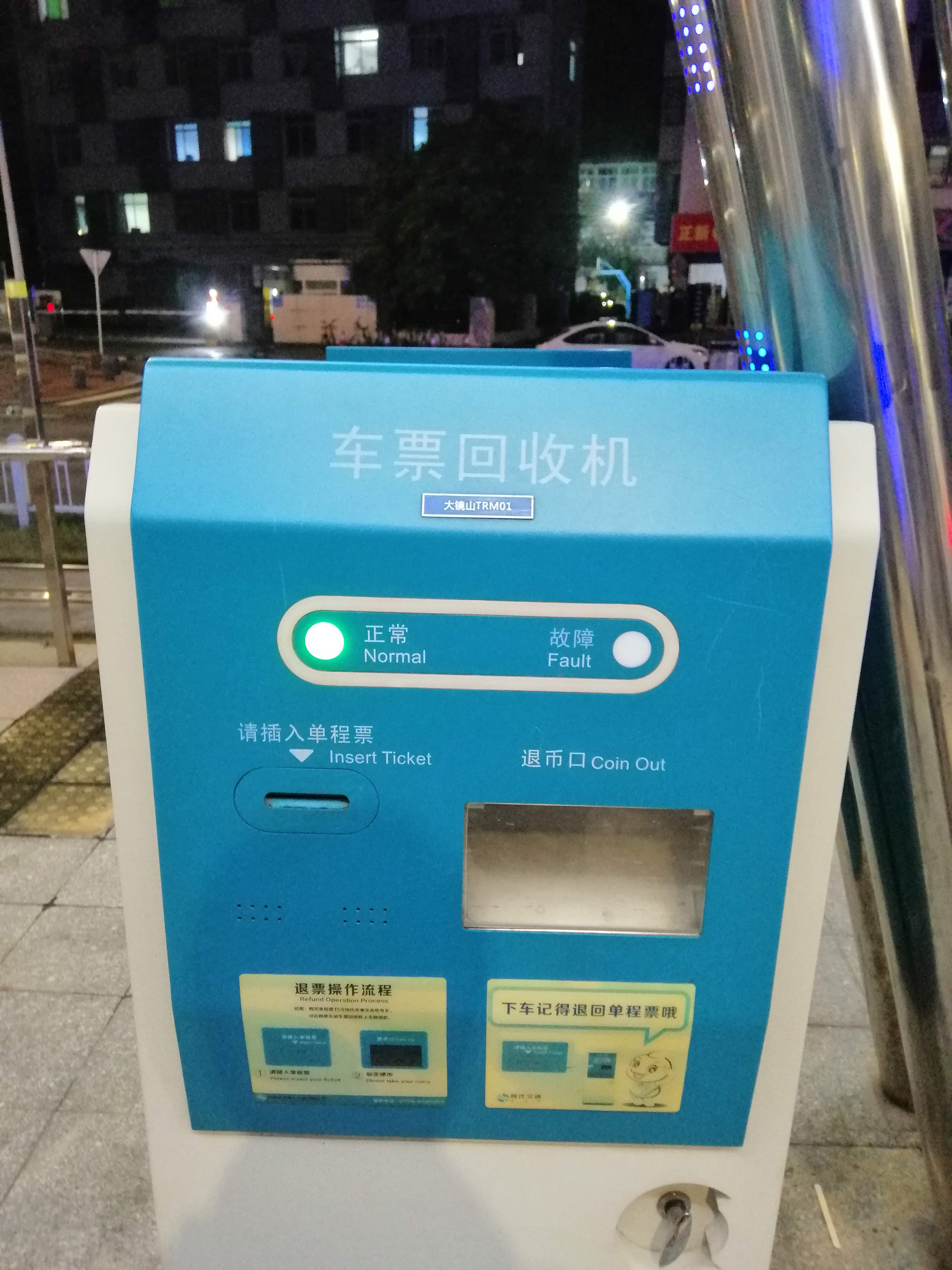
位於車站內的車票回收機

收費采用全程一票制，通車時票价為2元，2018年11月18日起下調為1元人民幣，票價優惠政策與珠海公交巴士綫路相同，乘客可持珠海公交通达卡、银联IC卡、岭南通卡或购买单程票乘坐有轨电车，上车后需在列车内车载检票机上刷卡乘车，下车后，持单程票的乘客到站后在站台车票回收机退回单程票，持珠海公交通达卡、银联IC卡及岭南通卡的乘客直接离站即可。乘客60分钟内在珠海现代有轨电车1号线首期和珠海公交巴士运营的常规公交线路之间换乘优惠1次，在普通公交通达卡乘车优惠折扣基础上定额优惠0.4元。老年人、学生等特殊群体不重复享受换乘优惠。

## 爭議

### 不成熟技術
2010年，珠海市決定修建有軌電車，當時是購買意大利安薩爾多的技術，其車輛原則上不使用接觸網，也不使用超級電容，而是通過在軌道中間鋪設供電軌，再通過車上加裝的特殊集電裝置完成受流，為列車提供能源，打破原來從架空電纜供電的傳統，改為從路軌側供電，突破有軌電車要從車頂帶「辮子」接駁到架空電纜。然而，这套技術並不成熟，意大利只曾在5公里路軌上實驗成功，卻從未通過商業運作的測試。
由於這套新技術本身存在很多工程漏洞，對於適應中國南方多雨天氣環境也有困難，但領導層仍然「一意孤行」，從商業角度考慮，是風險投資，希望項目一旦成功，可以在全國大市場內推廣，從而在生產上帶動整個城市的經濟增長；但在某種程度上是一個政治決定，因為若然成功則可成為政績。

### 選址不佳
原定在2014年建成的有軌電車終於2017年投入運營。有軌電車在一條主要幹道上，線路長8.9公里，由於路線並非連接商業區或者密集的居民點，通車後乘客寥寥可數，乘客量不足導致班次稀疏，反過來更加影響載客率，營運3年半以來，日均載客量為3865人次，為設計載客量的二十分之一。每年票款收入僅100萬元，維護成本卻高達9100萬元，日均虧損25萬元。由於有軌電車興建時佔用了道路兩側的單車專用道，有部份私家車主認為其嚴重影響交通。

### 安全问题

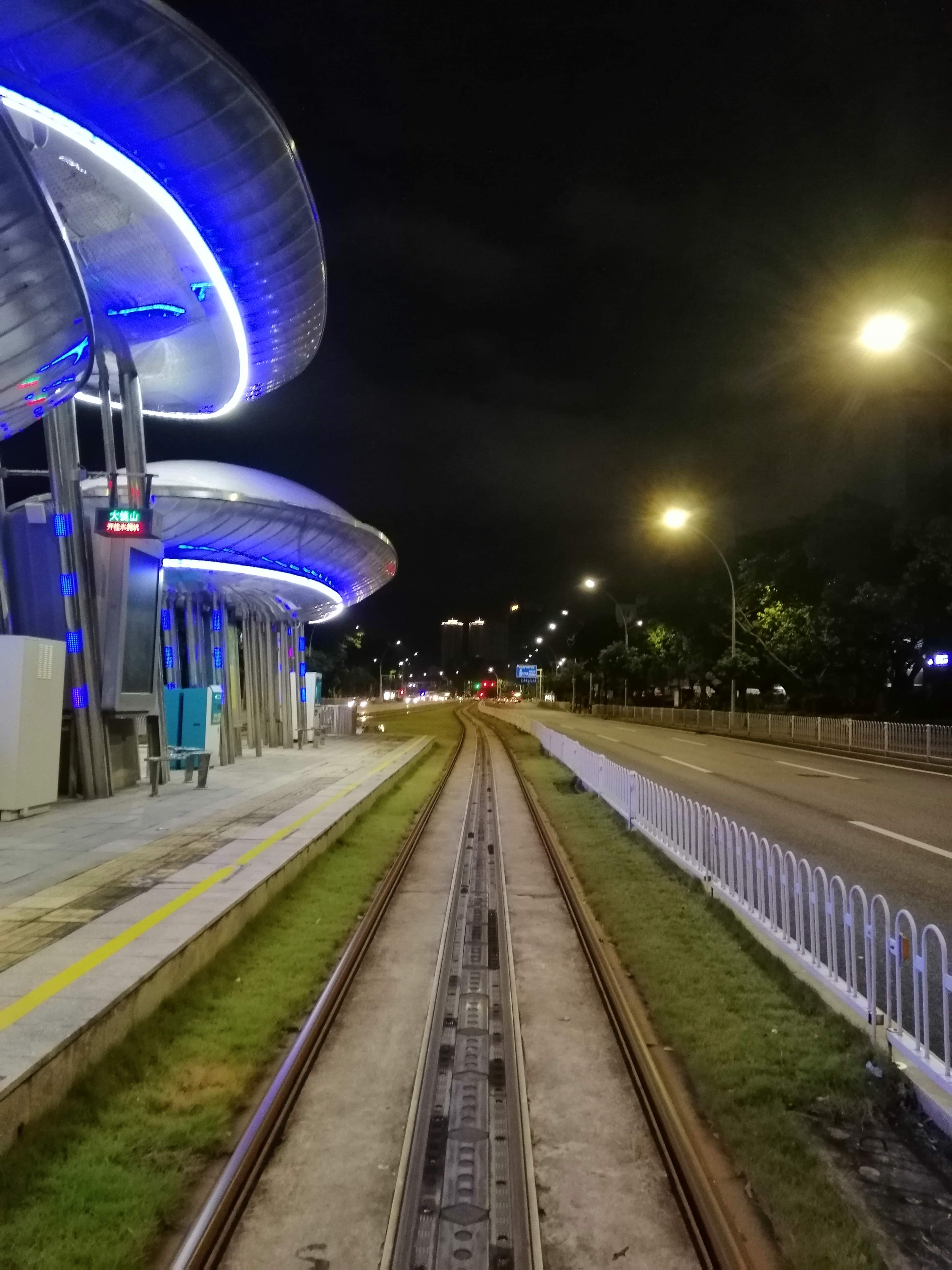
路軌旁都設有圍欄

由于珠海有轨电车从完工近两年并未设置安全护栏，导致部分缺乏安全意識的珠海市民横穿有轨电车轨道。2017年1月17日下午，一名顾姓女子在大镜山站附近，欲前往对面的大镜山巴士站乘车，横穿有轨电车轨道期间与一辆正在试运行的有轨电车碰撞导致受伤。事发时有轨电车司机发现曾采取紧急制动，伤者送院治疗。这是珠海自修建有轨电车以来首次发生的伤人事件。2017年2月15日，珠海城建集团有轨电车公司发出通告称，在3月开始将进行整个轨道的修正调整以及安全护栏加装改造，以提高市民的安全意识，杜绝横穿轨道等现象发生。
有轨电车1号线首期存在地面供电系统故障引发的运营事件占比大、地面交通事故频发、雨季时供电模块设备漏电等较大安全隐患。据有轨电车运营公司统计数据显示，运营期间，共发生安全事故19起，其中交通事故7起，還曾發生列車制動液壓油洩漏故障導致軌道正線草皮著火事故；也曾因暴雨長時間浸泡供電模塊故障漏電，導致一名赤腳行走翻越護欄橫跨軌道的路人被電灼傷腳趾等事故。